# Sant Joan de Buòja
Sant Joan de Buòja (en francès Saint-Jean-de-Buèges) és un municipi occità del Llenguadoc, situat al departament de l'Erau i a la regió d'Occitània.

## Monuments

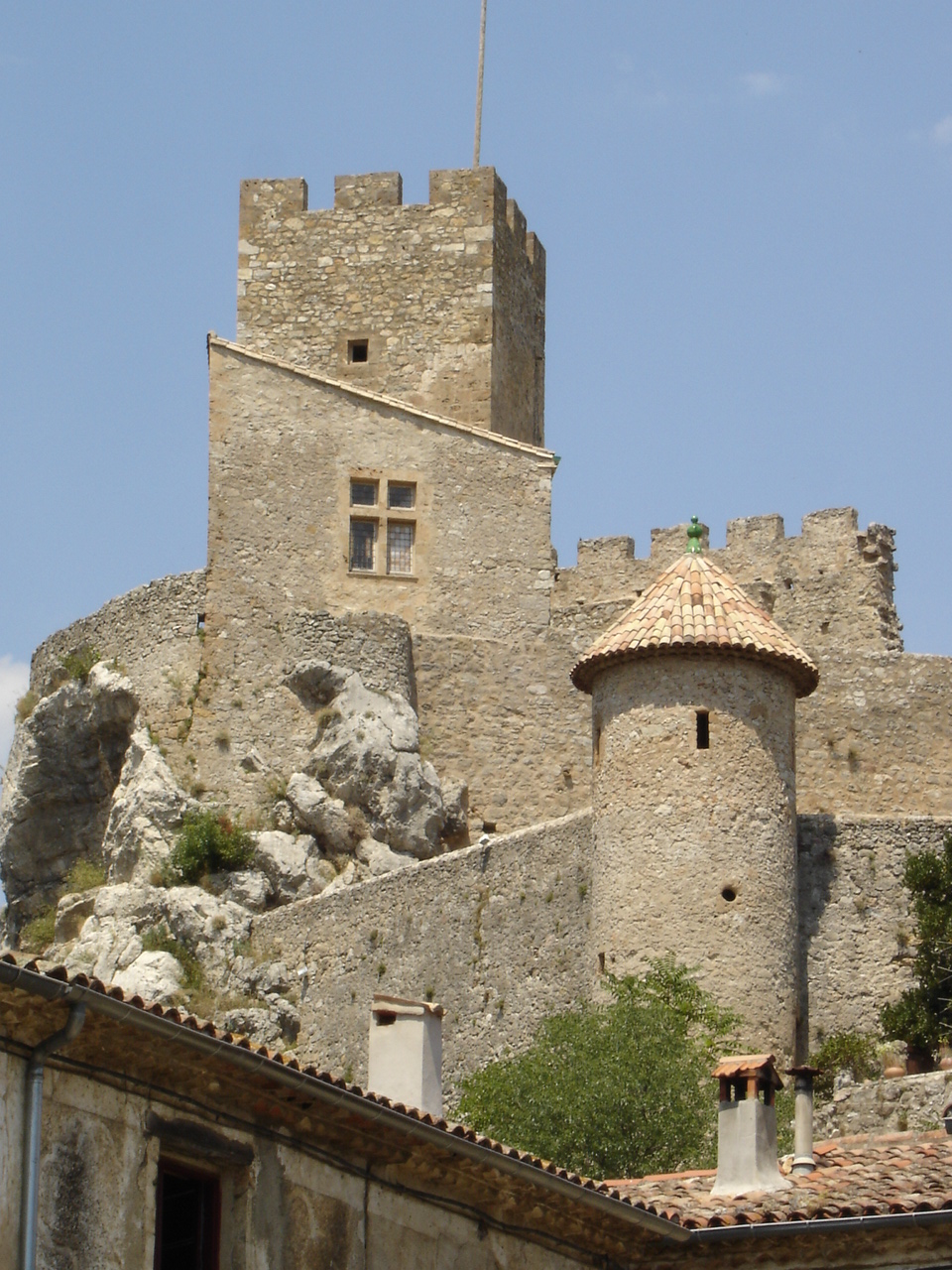
Castell de Baulx a St Jean de Buèges

El Castell de Baulx